# اچ‌ام‌اس سی۳۱
اچ‌ام‌اس سی۳۱ (به انگلیسی: HMS C31) یک زیردریایی بود که طول آن ۱۴۳ فوت ۲ اینچ (۴۳٫۶۴ متر) بود. این زیردریایی در سال ۱۹۰۹ ساخته شد.